# 핑크하우스
핑크하우스(Pinkhouse)는 엔트리미디어에서 운영하는 대한민국의 유료 성인영화 텔레비전 채널이다. 미국 펜트하우스 TV의 한국판 채널로 개국되었다.